# Croix Forhan
La Croix Forhan, près du lieu-dit "La Châtaigneraie" sur la commune de Guégon dans le Morbihan.

## Historique
La croix Forhan fait l’objet d’une inscription au titre des monuments historiques depuis le 13 mai 1937.